# 波苏雷东杜 (塞尔希培州)
9°48′21″S 37°41′6″W / 9.80583°S 37.68500°W波苏雷东杜（葡萄牙語：Poço Redondo）是巴西的城鎮，位於該國東北部，由塞爾希培州負責管轄，始建於1953年，面積1,212平方公里，海拔高度188米，2013年人口32,949，人口密度每平方公里27.18人。